# Yeatesia platystegia
Yeatesia platystegia là một loài thực vật có hoa trong họ Ô rô. Loài này được (Torr.) Hilsenb. miêu tả khoa học đầu tiên năm 1989.